# Buste de Tusculum
Le portrait de Tusculum, également appelé buste de Tusculum, est le seul portrait de Jules César largement accepté comme ayant été réalisé de son vivant. C'est aussi l'un des deux portraits acceptés de César (avec le César Chiaramonti) qui ont été réalisés avant le début de l'Empire romain,. Étant l'une des copies de l'original en bronze, le buste est daté de 50-40 av. J.-C. et fut d'abord logé au Musée du Louvre avant de rejoindre la collection permanente du Museo di Antichità à Turin, en Italie. Réalisé en marbre à grain fin, le buste mesure 33 cm (1 pi 1 po) de hauteur.

## Description
Les traits du visage du portrait sont cohérents avec ceux des pièces de monnaie frappées peu avant l'assassinat de César, en particulier sur les deniers émis par Marcus Mettius. La tête du buste se prolonge, formant une forme de selle qui a été provoquée par l'ossification prématurée de César des sutures entre l'os pariétal et l'os temporal. Le portrait présente également une dolichocéphalie. Le buste a un cou ridé, résultat des années de campagne de César dans des conditions météorologiques extrêmes, une caractéristique qui est omise dans d'autres bustes posthumes. Cet élément caractérise César comme un général plutôt que comme un souverain, contrairement aux bustes ultérieurs. Les cheveux du portrait sont présents mais clairsemés. Ces traits réalistes placent le buste dans la tradition du vérisme plus que les autres portraits de César survivants.

## Époque contemporaine
Le portrait de Tusculum a été découvert par Lucien Bonaparte au forum de Tusculum en 1825 et a ensuite été amené au Castello d'Aglie, bien qu'il n'ait pas été reconnu comme un buste de César jusqu'à ce que Maurizio Borda l'identifie en 1940. Trois portraits de César sont attestés, celui de l'abbaye de Woburn et ceux de collections privées à Florence et à Rome .